# Tripattino

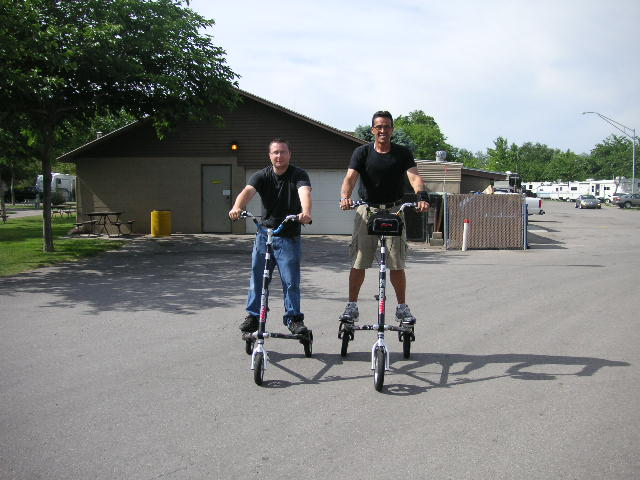
Esempio d'uso di un tripattino Trikke

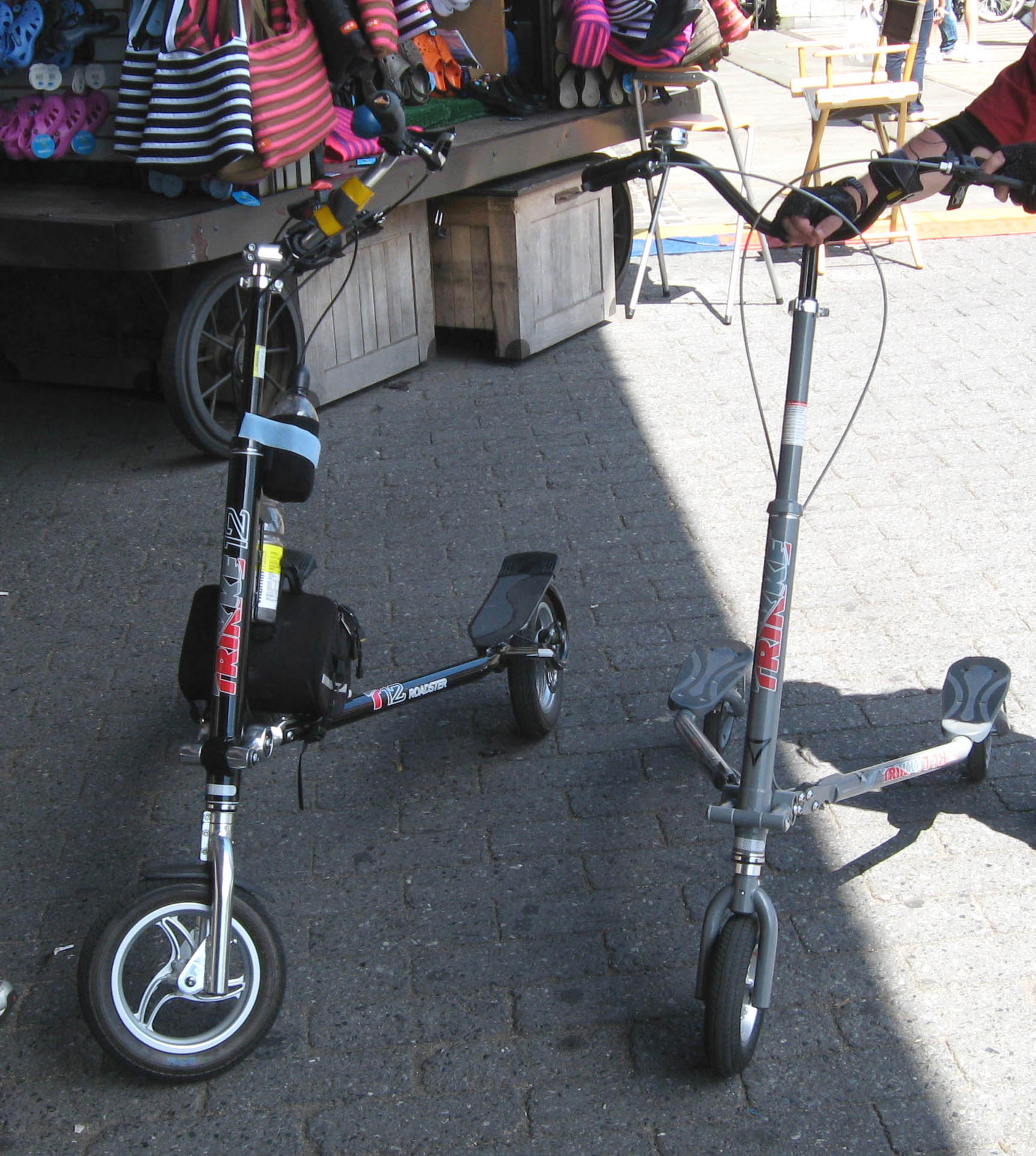
Due esemplari di Trikk

Un tripattino o anche conosciuto come trikke è un veicolo a propulsione umana e risulta una combinazione tra il monopattino ed un triciclo. È un veicolo a tre ruote che utilizzano la tecnologia brevettata Trikke Tech che consente ad un pilota una propulsione senza catena, priva di pedali e permettere di avanzare senza mai toccare con il piede a terra. Questo fornisce un costrutto stabile in tre punti che permette ai piloti di realizzare curve mentre le tre ruote rimangono in contatto con il terreno. Un pilota esperto può raggiungere velocità fino a 29 km/h su di un terreno piano, e di correre anche 80 chilometri in un giorno, e di affrontare ripide salite sulle colline (con una notevole pratica). La propulsione di un Trikke richiede in salita uno sforzo ed un movimento sostanzialmente più efficace, ma può essere padroneggiato con l'esperienza.
Il Trikke richiede circa la larghezza di un marciapiede (1-1,5 m), ma può operare anche nelle strade cittadine. Padroneggiare la forma corretta necessaria per la propulsione efficiente richiede pratica, in quanto non è un movimento familiare per la maggior parte dei neofiti. I piloti spesso rivendicano bisogno di un paio di uscite per trovare la maniera migliore nei movimenti ideali per guidare efficacemente un Trikke.
La sua struttura a tre punti di contatto rende il mezzo ragionevolmente stabile, ma un pavimento bagnato o la presenza di foglie o ghiaia sotto le ruote può causare anche ad un pilota esperto un eventuale rovesciamento; così l'utilizzo di un casco è altamente raccomandato.

## Storia
Nel 1988, i brasiliani Gildo Beleski e Osorio Trentini hanno creato un veicolo a tre ruote per la guida in discesa. Sono state utilizzate tre ruote perché si è ritenuto che la stabilità aggiunta di tre ruote combinata con la capacità dinamica del telaio di inclinarsi o curvatura offrirebbe possibilità di svolte molto maggiori ad una buona velocità. Mentre il mezzo rallentava in pianura dopo una corsa di velocità, hanno scoperto che il veicolo avrebbe continuato ad andare avanti fino a quando il conduttore continuava a ruotare e inclinare ad ogni turno ripetutamente il mezzo. Essi hanno contribuito a fondare l'azienda che produce i Trikke, la Trikke Tech Inc., con sede in California.
La rivista TIME ha nominato il Trikke come una delle migliori invenzioni del 2002.
Nel 2004 si è tenuta la prima gara ufficiale, il primo 3CV (3-wheel cambering vehicle), presso Monaco di Baviera, in Germania. La gara è stata organizzata da un gruppo di piloti europei entusiasti che hanno anche fondato la 3CV World Sports Federation. L'obiettivo della federazione è: "di sviluppare ulteriormente e promuovere gli sport 3CV a livello globale e per organizzare e avviare competizioni sportive 3CV ed eventi su base regolare". Oltre ad organizzare gare e manifestazioni ufficiali, la Federazione promuove e sostiene eventi locali, non ufficiali viaggi di gruppo e gite divertimento. Le gare si sono svolte in Germania, in Portogallo, in Svizzera, nei Paesi Bassi e in Sud Corea. Passeggiate di gruppo si sono svolti nelle principali città degli Stati Uniti, e visite guidate mediante questi tripattini sono state effettuate a Parigi e altri luoghi turistici.
L'originale produzione di massa di questi tripattini usano gomme poliuretaniche da 6 a 8 pollici. Nel 2004, Trikke ha introdotto il T12, un 3CV più grande con pneumatici da 12 pollici e freni a disco come quelli della bicicletta, che hanno reso questo modello molto più versatile rispetto alla versione con pneumatico solido. Successivamente, hanno sviluppato un modello da 8 pollici (T8) che può essere utilizzato in entrambe le configurazioni. La maggior parte dei modelli sono costruiti con un telaio in lega di alluminio che può essere piegato per un facile stoccaggio e trasporto in auto. I modelli possono essere inseriti nella maggior parte dei SUV o station wagon in modo tale da portare i tricicli direttamente sulle apposite piste.
Nel settembre 2006, il Expertise Centre of Movement Technology dell'Università dell'Aja ha iniziato una ricerca estesa per ottenere risultati fisici sulla guida di un Trikke. La ricerca mira a scoprire quali muscoli vengono utilizzati e quante calorie vengono bruciate durante la guida. I risultati sono che un giro in Trikke può bruciare fino a 1000 kcal all'ora, quando si guida ad una velocità di 20 km/h, mentre, guidare ad una semplice velocità di 15 km/h, bruciando circa 520 kcal, si bruciano sempre più calorie che in una leggera corsa, dove si bruciano un po' meno di 350 kcal.
Nel mese di agosto 2009 un numero di appassionati di tripattino ha partecipato alla Roller Marathon Goodwood in Gran Bretagna per completare una intera distanza della maratona su di un Trikke.
Il progetto iniziale è stato poi sviluppato in un veicolo elettrico motorizzato che può anche essere azionato con la potenza umana, oltre ad un modello invernale per le piste da sci.